# Pucón
Pucón è un comune del Cile della provincia di Cautín nella Regione dell'Araucanía. Non appartiene però alla Patagonia Cilena, poiché essa comincia ancora più a sud, Al censimento del 2017 possedeva una popolazione di 28.523 abitanti.

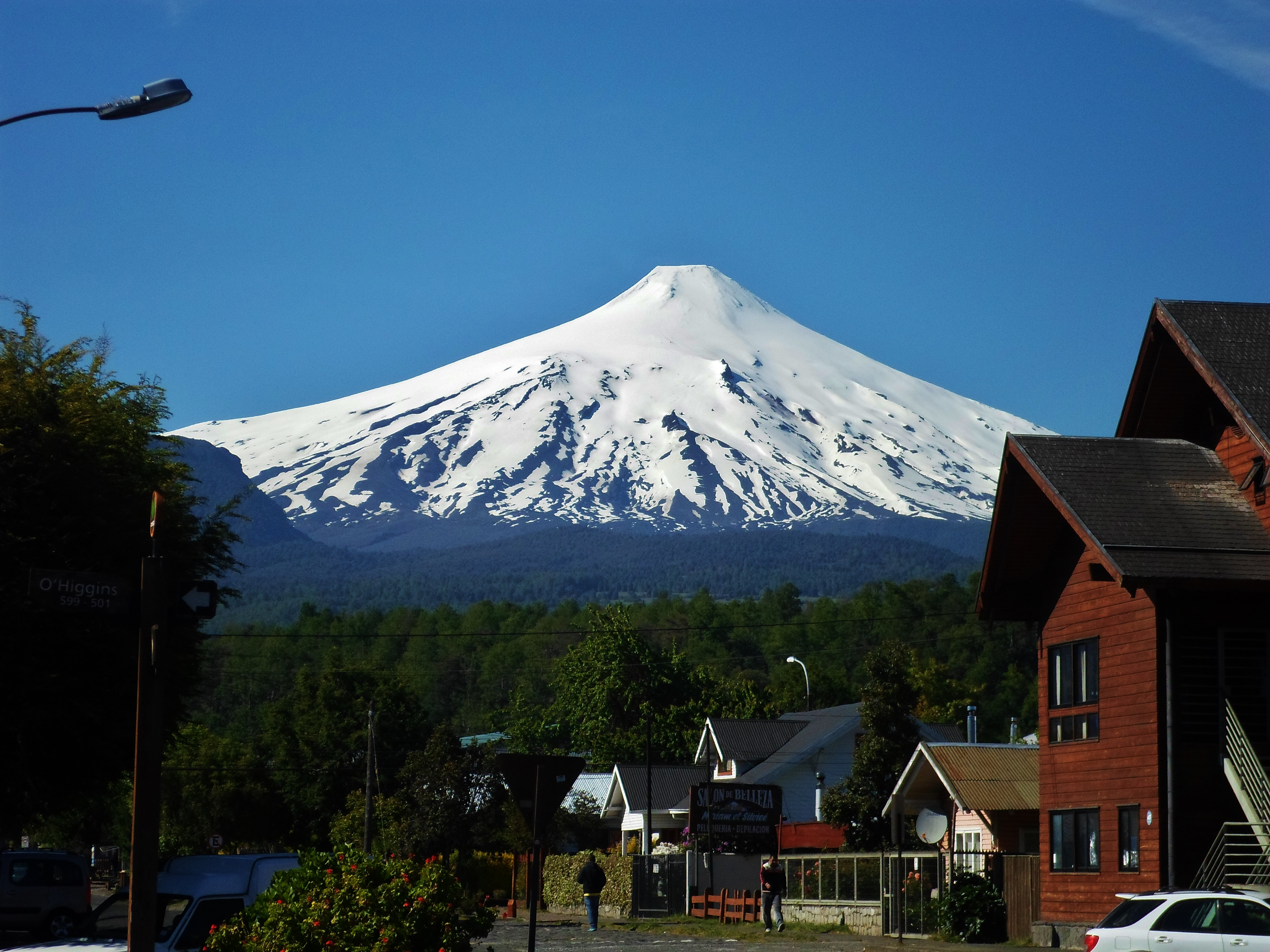
Pucón

## Società

### Evoluzione demografica
| Censimento del 1992 | Censimento del 2002 | Censamiento 2017 |
| 14.356 ab.          | 21.107 ab.          | 28.523 ab.       |